# Hegybeneéte
Hegybeneéte (szlovákul Heďbeneéte) Hegyéte településrésze, egykor önálló község Szlovákiában, a Nagyszombati kerületben, a Dunaszerdahelyi járásban. Régen két részből állt: Hegyéte, Ben(e)éte.

## Fekvése
Dunaszerdahelytől 3,5 km-re délkeletre fekszik.

## Története
A trianoni békeszerződésig Pozsony vármegye Dunaszerdahelyi járásához tartozott. Hegybeneétét 1940-ben Töbörétével egyesítették Hegyéte néven, majd 1960-ban Pódafát és Balázsfát is Hegyétéhez csatolták. Pódafa  azonban 1990-ben önállósult, így alakult ki Hegyéte település mai területe.

## Népessége
1910-ben 192, túlnyomórészt magyar lakosa volt.
2001-ben Hegyétének 932 lakosából 815 magyar és 99 szlovák volt.

## Külső hivatkozások
- Községinfó – Hegyéte
- Hegybeneéte Szlovákia térképén